# Осина Зибольда
Осина Зибольда, или Осина японская, или Тополь Зибольда (лат. Populus sieboldi) — вид лиственных деревьев из рода Тополь (Populus) семейства Ивовые (Salicaceae). По современной классификации на основе APG IV таксон полагается подвидом Тополя дрожащего (осины) (Populus tremula).
В настоящее время источники склонны либо либо понижать ранг таксона и считать его разновидностью осины, либо вообще сводить его к её синонимам.
В культуре с 1881 года. В Америке дерево известно под названием англ. Japanese Aspen (Японская осина).

## Распространение
Произрастает на Японских островах Хонсю, Хоккайдо, Кюсю, Сикоку, встречается в горах. На территории России вид отмечен на юге острова Сахалин, окрестности Корсаково.

## Ботаническое описание
Деревья высотой до 20 м с довольно коренастыми веточками с беловатым войлочным опушением, частично остающимся в течение лета.
Почки опушённые. Листья плотные, овальной формы, коротко заострённые, с железистым основаниями формы от закруглённой до клиновидной, сидят на черешках длиной 1—4 см.
Листовые пластинки в длину 4—8 см, в молодом возрасте опушённые, потом только с отдельными волосками или совсем голые.
Края листовых пластинок могут быть либо отчётливо зубчатыми или железисто-мелкопильчатыми.
Цветки похожи на цветки других осин (Populus tremula, Populus tremuloides), только чешуйки более ворсистые.

## Таксономия
Populus sieboldi Miq., Annales Musei Botanici Lugduno-Batavi. Amsterdam 3: 29 (1867)
Innovationes villoso-tomentosae ; stipulae filiformi-lincares caducae hirtellae; folia e basi recto-truncata raro concaviuscula ad petioli insertionem supra biglandulosa latoovato-rotundata breviter subacute triangulari-apiculata dentato-serrata, serraturis incurvulis apice quasi glandula callosa terminals, trinervia et costulata, novella utrinque villoso-albicantina, adulta supra glabrata, subtus griseo-villosula sensim glabriora; interiecta passim folia minora fere elliptic; petioli antice sulcati angulato-teretiusculi; amenta fem. gracilia leviter arcuate, bracteis e basi cuneata obversis palmatim raro subpinnatifide incisis, segmentis circiter 6, inferioribus minonbus, hirto-ciliantis; perigonium cum pedicello hirtellum; amenta mascula flaccida cylindracea; bracteae lanceolatae longe ciliatae; stamina circiter 15, antheris apice longe hirto-penicillatis. (лат.)Микель, первое описание вида
Вид назван в честь немецкого врача, натуралиста и исследователя Японии Филиппа Франца фон Зибольда (1796—1866).

### Синонимы
- Populus tremula var. villosa Franch. & Sav. not Wesm., Enum. Pl. Jap. 1:463 (1875)[1][7][3]
- Populus rotundifolia Simon-Louis, not Griff. [7]

## Систематика
Традиционно Populus sieboldi признавали самостоятельным видом из Японии, относя его в cекцию Populus [syn.  Leuce Duby (Лейка)] к подсекции Trepidae.
Всегда считали близкородственным осине обыкновенной (Populus tremula), которая является широко распространённым и сильно изменчивым евразийским видом.
Основное отличие от осины — в войлочно-волосистом опушении молодых веточек и листочков, которые в молодости с обеих сторон бело-волосистые, позже только снизу, с редкими серыми волосками, чернеющими при высыхании или исчезающими.
Однако в последнее время осины по всей Евразии рассматриваются ботаниками как расы одного высокополиморфного вида.
Таким образом современный консенсус ботаников относит данный таксон к синонимам Осины, либо к её разновидности, например:
- Populus tremula var. davidiana (Dode) C.K.Schneid., Pl. Wilson. 3: 24 1916.[9]
- Populus tremula var. sieboldii (Miq.) Kudô, Rep. Veg. N. Saghalien.: 97 in textu (1924), «sieboldi», pro syn.
- Populus tremula var. sieboldii (Miq.) H.Ohashi., Sci. Rep. Tohoku Imp. Univ., Ser. 4, (Biol.) 40(4): 280 (2001), isonym.[5]